# Pudelek.pl
Pudelek.pl – internetowy serwis plotkarski należący do koncernu Wirtualna Polska Holding.

## Historia
Serwis działa od 15 stycznia 2006. Był pierwszym w Polsce dużym serwisem zajmującym się życiem celebrytów. W 2011 plasował się w połowie drugiej dziesiątki najczęściej odwiedzanych witryn w Polsce i o kilka miejsc wyżej w domenie .pl (według portalu Alexa). W lutym 2021 był najpopularniejszym polskim serwisem o tematyce plotkarskiej, notując 6,98 mln użytkowników, czyli 24,09 proc. wszystkich internautów w Polsce.
W 2024 redakcja uruchomiła platformę Pudelek VIP dla najbardziej zaangażowanych czytelników serwisu.
Redakcja od 2024 organizuje plebiscyt Pink Party, podczas którego czytelnicy wybierają swoich ulubionych celebrytów w kilku kategoriach. Nagrody są wręcza podczas uroczystej gali organizowanej w Warszawie.

## Tematyka i materiały
Serwis zajmuje się informowaniem o znanych osobach pojawiających się w środkach masowego przekazu (tzw. celebrities). Szczególną uwagę zwraca na informacje sensacyjne, niepotwierdzone i niedostępne w innych mediach.
Według twórców strony informacje umieszczane w portalu pochodzą z tzw. „donosów”, czyli listów na temat znanych postaci wysyłanych do redakcji np. przez paparazzich i dziennikarzy śledczych. Materiały te często dotyczą sfery prywatnej opisywanych osób i publikowane są bez wiedzy i zgody zainteresowanych.

## Krytyka
Teksty pisane są niewyszukanym, potocznym językiem z dużym ładunkiem emocjonalnym, w efekcie poziom publikowanych artykułów i komentarzy bywa odbierany jako niski. Do osób intensywnie krytykujących portal należą niektóre postacie związane z mediami, a zarazem często przedstawiane na jego łamach w niekorzystnym świetle, m.in. Mandaryna (wypowiedziała się ona o Pudelku na swoim oficjalnym blogu oraz w odcinku programu Uwaga! z serii „Kulisy gwiazd”), Michał Wiśniewski oraz Gosia Andrzejewicz. Serwis został skrytykowany także wtedy, gdy 16 lipca 2014 pojawiła się w nim fałszywa informacja o śmierci Anny Przybylskiej.

### Procesy sądowe
W 2007 Weronika Rosati zamierzała złożyć pozew do sądu za sugerowanie w artykule „Czy ona uprawia z nim seks?”, iż ma romans z Harveyem Weinsteinem. Podobnie pozwem groził Jarosław Jakimowicz (na Pudelku znalazły się informacje, że wyłudzał pieniądze). W listopadzie 2008, po interwencji prawników radia RMF FM dokonanej miesiąc wcześniej, portal umieścił na stronie publiczne przeprosiny za pomówienia dotyczące działalności radia.
W 2009 portal po raz pierwszy przegrał proces sądowy (sygn. akt IV C 34/08), jaki wytoczył serwisowi w 2006 Mariusz Max Kolonko za naruszenie dóbr osobistych. Mimo uprawomocnienia wyroku w lutym 2010 portal odmówił wykonania wyroku i zamieszczenia przeprosin.
W następnych latach portal opublikował szereg przeprosin w rezultacie przegranych procesów sądowych wytoczonych przez: Radio Zet i Roberta Kozyrę, Tomasza Kammela, Edytę i Cezarego Pazurów, Samantę Janas, Jolantę Pieńkowską i Leszka Czarneckiego, Paulinę Młynarską, Rafała Ziemkiewicza, Janinę Drzewiecką, Monikę Janowską, Mariusza Pujszo, Joannę Jabłczyńską, Piotra Woźniaka-Staraka, Omeneę Mensah, Aleksandrę Rosiak, Piotra Gembarowskiego, Emila Stępnia, Marinę Łuczenko-Szczęsną, Maję Frykowską, Piotra Mochnaczewskiego, Justynę Steczkowską i Łukasza Wojtanowskiego, Michała Milowicza, Joannę Koroniewską i Macieja Dowbora, Kazimierza Marcinkiewicza, Katarzynę Glinkę, Mikołaja Krawczyka, Andrzeja Pietrasa, Joannę Pachlę i Jakuba Dymka.
W 2019 Sąd Najwyższy zwrócił Sądowi Apelacyjnemu do ponownego rozpoznania sprawę wytoczoną przez Pawła i Dorotę Stalińskich, którzy pozwali portal, żądając przeprosin i zadośćuczynienia za szereg tekstów odnoszących się do udziału Pawła w programie Taniec z gwiazdami. W 2024 portal odwołał się od nieprawomocnego wyroku w sprawie o naruszenie dóbr osobistych Nicole Sochacki-Wójcickiej.

## Pudelek w kulturze masowej
Nawiązania do nazwy serwisu znajdują się w utworach: „Oglądaj TV” (2008) zespołu Video i „Tlen” (2017) Taco Hemingwaya.
W marcu 2013 nawiązanie do Pudelka pojawiło się w spocie reklamowym kampanii reklamowej sieci komórkowej Orange Serce i Rozum.